# رولز رويس إيغل (1944)

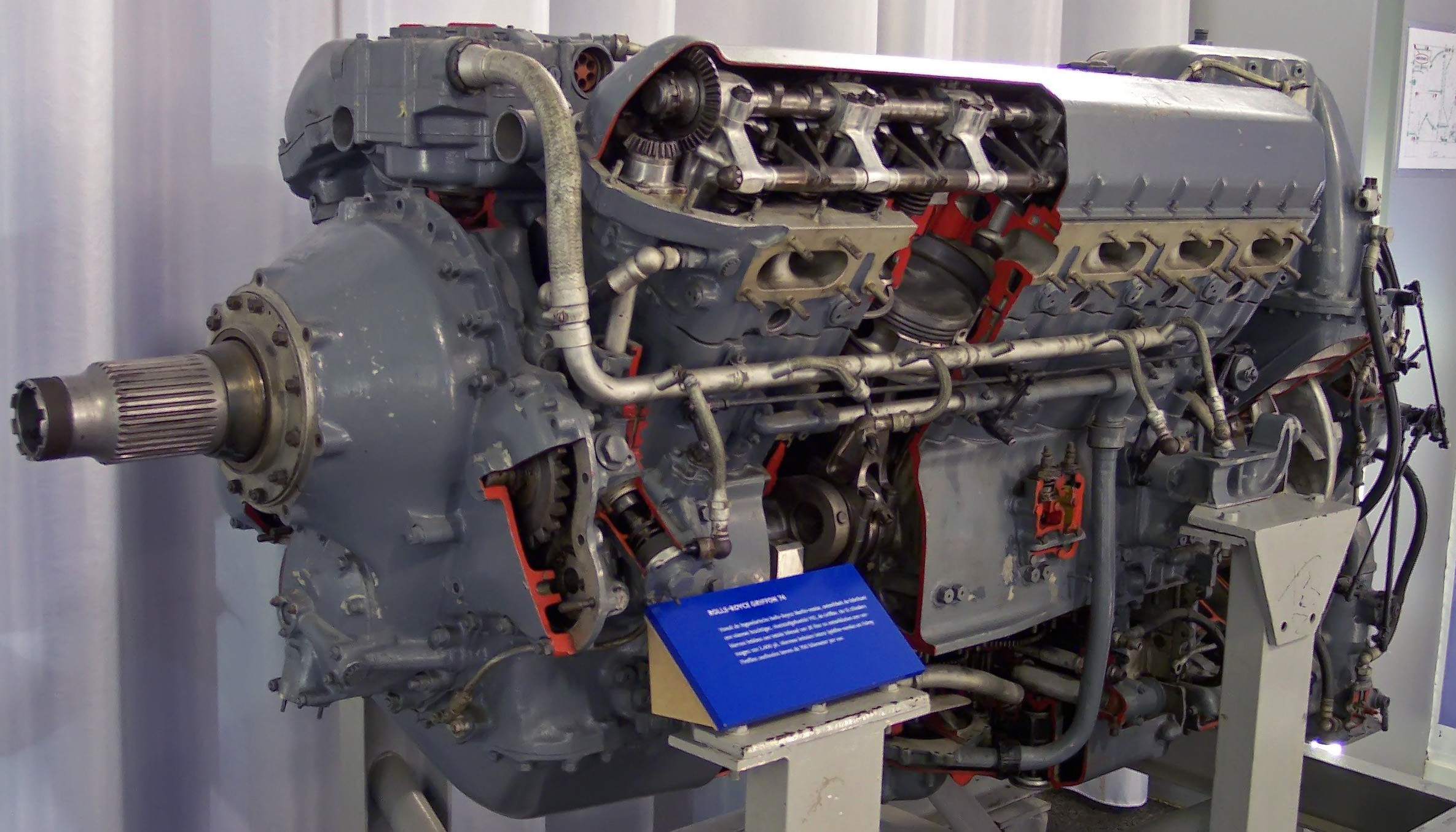
رولز رويس غريفون

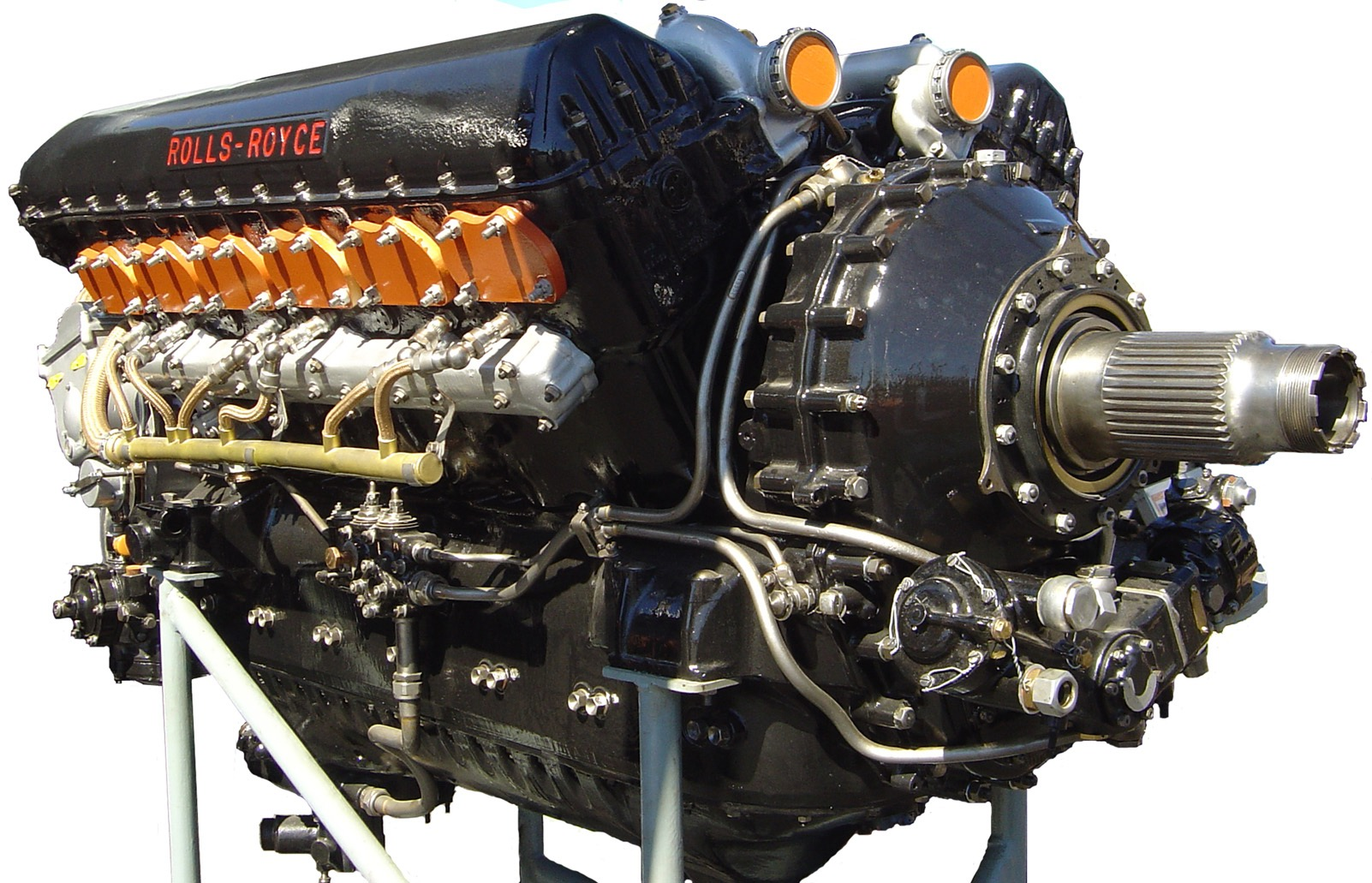
رولز رويس ميرلين

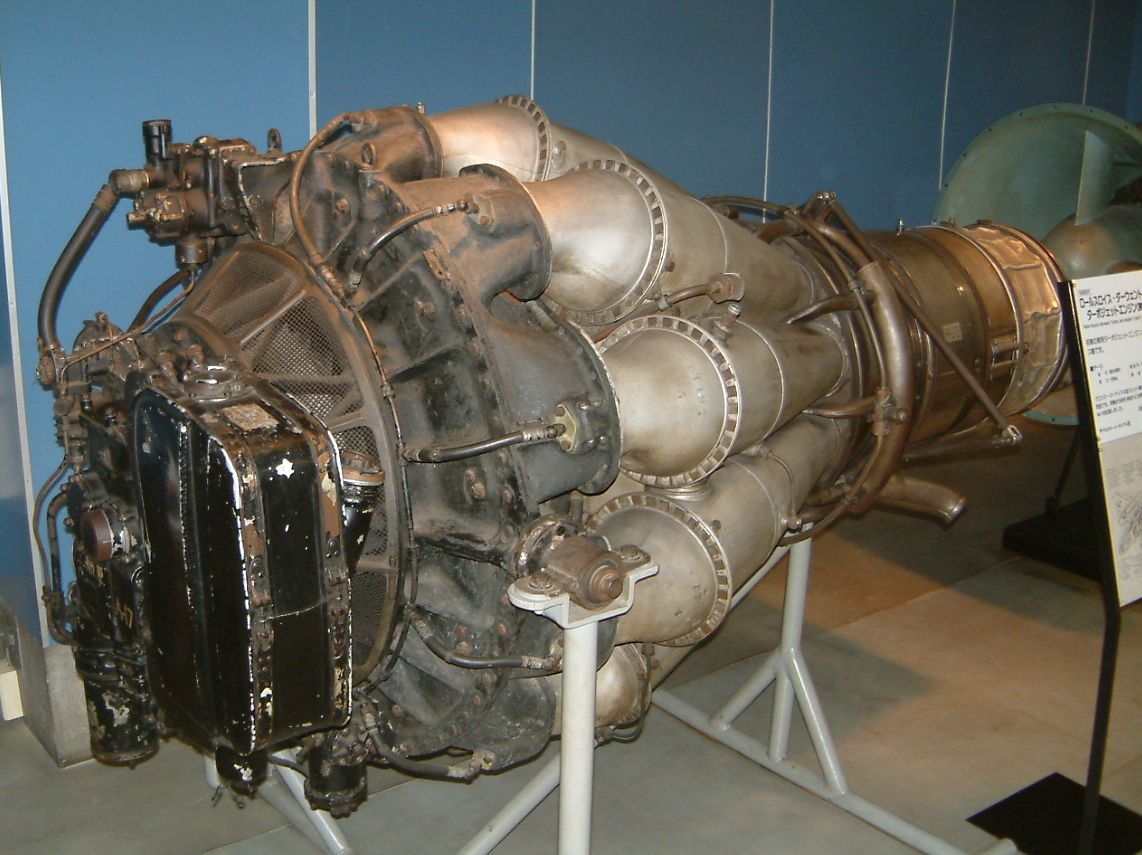
رولز رويس ديروينت

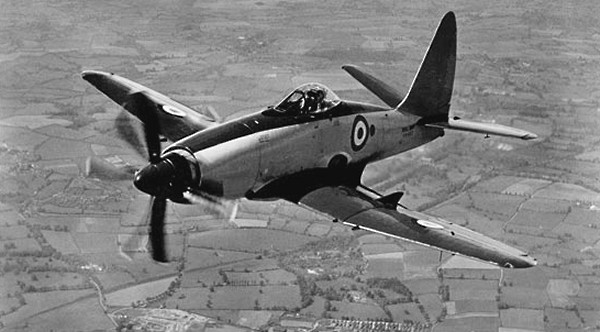
ويستلاند ويفيرن

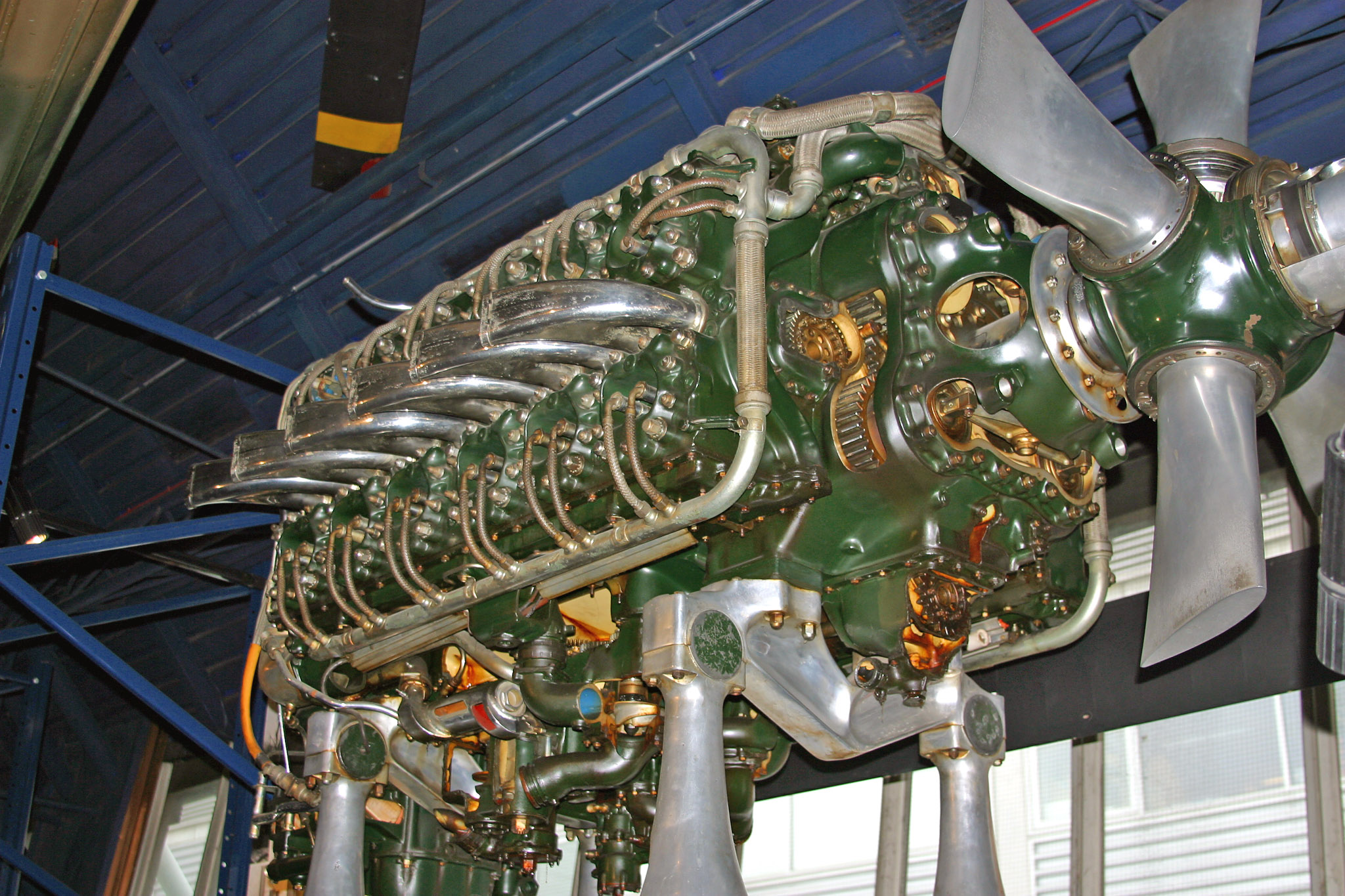
نابير سابر

رولز رويس إيغل محرك طائرة بريطاني من الشكل H، مكون من 24 أسطوانة، صمام كم، و تبلغ سعته 46 لتر (2807 بوصة مكعب).

صُمم و صُنع المحرك في بداية 1940 بواسطة رولز رويس المحدودة. كان من النوع H بعمودين مرفق، و بلغت قدرته 3200 حصان (2387 كيلو وات كيلو وات) عند 18 باوند لكل بوصة مربعه، كما استخدم سائل للتبريد.

## التصميم والتطوير
أدرك فريق التصميم التابع لروز رويس أن إنتاج نسخة مكبرة من محركهم غريفون في 12 سيؤدي لاستخدام غرف احتراق كبيرة جدا يصاحبها مشاكل متعلقة بالانفجار. و توصل الفريق إلى استخددام عدد كبير من الاسطوانات الصغيرة كحل لهذه المشكلة، و تم التفكير في استخدام تصميم محرك إكس-24. هذا التصميم الذي أثبت سابقا مع محرك رولز رويس فيلتشر، عدم إمكانية الاعتماد عليه نظرا للحاجة إلى تثبيت أربع أذرع توصيل بشكل معقد في نهاية محمل مشترك.

في النهاية استقر المصممون على التصميم H بعمودين مرفق وذراعين توصيل متشابيكن، و عمود المرفق يكون متصلا بوحدة خفض سرعة المروحة (وحدة تروس لخفض السرعة الدورانية لعمود المرفق من أجل استخدام محركات احتراق داخلية ذات حجم إزاحة صغير).

تشابه المحرك الجديد مع شكل محرك نابير سابر و استخدم مثله صمامات كُم، لكن مع نظام قيادة أبسط.
اُستخدم شاحن عنفي (بالإنجليزية: Supercharger) ذو سرعتين و مكون من مرحلتين، و مبرد، لضغط خليط الوقود و الهواء ثم تبريده، مثلما تم في محركات غريفون و ميرلين. كما استخدم محرك كوفمان كمحرك بادئ للحركة (بالإنجليزية: Starter). 
و استخدم عمود دوران مساعد مقاد بواسطة عمود المرفق، لتشغيل كل من، مضخة المبرد الرئيسية و مضخات الضغط و نفايات الزيت و مضخة حقن الوقود.
و في الاختبارات الأولية للطيران، وجدت مشاكل متعلقة بحلقات المكبس و عزل رأس الأسطوانة.

## التطبيقات
لم يوضع أبدا محرك إيغل في خط الإنتاج الرئيسي للطائرات المقاتلة، نظرا لظهور موجه جديده من المحركات ألا و هي المحركات التوربينية النفاثة، مثل رولز رويس ديروينت و المحركات التوربينية المروحية مثل< دارت وأرمسترونج سيدلي بايثون.
تم إنتاج 15 وحدة من محرك إيغل 22 اس لتشغيل نماذج طائرة ويستلاند وييفرن المقاتلة و فاذفة القنابل، و نتيجة لمحركها المقصود سابقا، تأخر تطوير ايه اس بايثون.

## الأنواع
- 46 اتش إيغل 1

(1944) - نسبة الانضغاط 1:6.5.
- 46 اتش إيغل 2

(1944) -تعديل لإيغل 1
- 46 اتش إيغل (20 اس أر اس) 22

(1946-1949) - زيادة نسبة الانضغاط (1:7) ، و بلغت قدرته 3500 حصان عند سرعة دورانية سرعة دورانية 3500 دورة/دقيقة و ضغط 28 باوند.

تم إنتاج 15 محرك في مصنع رولز رويس بديربي، و كان أول طيران في طائرة ويستلاد ويفيرين في 16 ديسمبر 1946.

## محركات معروضة
يعرض محرك إيغل 22 مزاله منه الأغطية في طائرة ويستلاند ويفيرن تي إف 1، في أر 137 التي كانت تحت الإنتاج و لم تحلق أبدا، في متحف الذراع الجوي في المحطة الجوية البحرية الملكية يوفيلتون.

## مواصفات (إيغل 22)

### مواصفات عامة
- النوع:محرك طائرة مكبسي من النوع H، يحتوي على 24 أسطوانة و يبرد بسائل.
- قطر الأسطوانة: 5.4 بوصة (137 مم).
- الشوط:5.125بوصة (130 مم).
- الحجم المزاح:2807 بوصة تكعيب (46 لتر).
- الطول:135.5 بوصة (3442 مم).
- العرض:43.4 بوصة (1102مم).
- الارتفاع:50.0 بوصة (1270مم).
- الوزن:3900 باوند (1769 كغم).

### المكونات
- الصمامات: صمامات كم (بالإنجليزية: Sleeve valves).
- شاحن عنفي: سرعتين، و مكون من مرحلتين، و أقصى ضغط يزيد عن 18 باوند.
- نوع الوقود:بترول 150/115 أوكتان .
- نظام التبريد: تبريد بسائل،70% مياه و 30% إيثيلين جليكول
- ترس التخفيض: ترس مهماز (بالإنجليزية: Spur gear) بنسبة تخفيض 0.2985:1

### الأداء
- القدرة الناتجة:3200 حصان (2387 كيلو وات) عند ضغط 18 باوند (124.1 كيلو باسكال)، عند سرعة دورانية 3500 دورة/دقيقه.
- القدرة النوعية: 1.13 حصان/بوصة مكعب (51.7 كيلو وات/لتر).
- نسبة الانضغاط:1:7
- نسبة القدرة إلى الوزن: 0.82 حصان/باوند.

## وصلات خارجية
- A working Rolls-Royce Eagle 22 model engine
- Additional pictures of the same model engine نسخة محفوظة 4 يناير 2006 على موقع واي باك مشين.
- Photo of a Rolls-Royce Eagle 22
- The Eagle-engined Wyvern TF.Mk.1 VR137
- "Rolls-Royce Eagle" a 1947 Flight article